# Dubiaranea falcata
Dubiaranea falcata is een spinnensoort uit de familie hangmatspinnen (Linyphiidae). De soort komt voor in Chili.